# Банки Эритреи
Современные банки Эритреи появились с прибытием итальянских колонизаторов. Однако с 1974 года (в связи с национализацией, проведенной эфиопским правительством Менгисту Хайле Мариама) банковский сектор стал государственной монополией. Такая ситуация сохранилась и после обретения Эритреей независимости. Банк Эритреи — центральный банк Эритреи.
В настоящее время в Эритрее действуют три коммерческих банка: Коммерческий банк Эритреи, Жилищно-коммерческий банк и Эритрейский банк инвестиций и развития. Все банки, кроме Жилищно-коммерческого банка, принадлежат государству, тогда как Жилищно-коммерческий банк принадлежит правящей партии — НФДС.

## История
В 1914 году итальянское правительство разрешило Банку Италии, итальянскому центральному банку, работать в особом режиме и, следовательно, осуществлять в колониях операции, не разрешенные в Италии, включая коммерческую банковскую деятельность. После чего Банк Италии открыл первые два филиала в Асмэре и Массауа. Затем последовали ещё два банка: Banca Cooperativa Popolare Eritrea со штаб-квартирой в Асмэре, основанный в 1915 году, Banca per l’Africa Orientale, основанный в 1917 году, со штаб-квартирой в Массауа и филиалом в Могадишо (Сомали). Однако эти два частных банка обанкротились всего несколько лет спустя.
К концу итальянского колониального периода в 1941 году в Эритрее работали четыре банка и один кредитный союз. Этими банками были: Банк Италии, Банк Неаполя, Банк Рима, Banca Nazionale del Lavoro и Cassa di Credito Agrario e Minerario. У этих банков были 13 филиалов в шести городах Эритреи: Асмэре, Массауа, Кэрэне, Адди-Кайе, Дэкэмхаре и Асэбе.
Однако банки в основном обслуживали итальянцев и иностранных предпринимателей (армян, египтян, греков, индийцев, йеменцев), проживавших в колонии. Приход британской военной администрации в Эритрею в 1941 году начал менять эту ситуацию. Банк Barclays открыл два филиала в Эритрее: в Асмэре в 1941 году и в Массауа в 1942 году. В 1943 году британские власти разрешили Банку Неаполя и Банку Рима вновь открыть свои отделения.
Деятельность коммерческих банков продолжалась в Эритрее и в период федерации с Эфиопией. В этот период у Коммерческого банка Эфиопии имелись филиалы в Асмэре (два отделения), Массауа и Асэбе. У Банка Рима были филиалы в Асмэре, Массауа и Ассэбе, а у Банка Неаполя был один филиал в Асмэре. Однако банк Barclays ушёл из страны.
В 1974 году, когда к власти пришёл Дерг, были национализированы все учреждения частного сектора, включая банки. Все банковские услуги были объединены в рамках Коммерческого банка Эфиопии, который монополизировал банковские услуги.
После обретения независимости филиал Коммерческого банка Эфиопии в Эритрее стал Коммерческим банком Эритреи. Правительство Эритреи также учредило Банк Эритреи в качестве центрального банка.

## Банковские услуги в Эритрее сегодня
Банковский сектор является доминирующим сектором финансовой системы Эритреи. Баланс финансовой системы обеспечивается страховой отраслью. В настоящее время в Эритрее нет частных банков. Банк Аугаро просуществовал недолго.
Банк Эритреи отвечает за регулирование процентных ставок по кредитам и депозитам, одновременно следя за инфляцией и другими макроэкономическими показателями. Банк Эритреи не смог удержать инфляцию, которая сейчас составляет до 23 % в год.
Коммерческий банк Эритреи является доминирующим банком в стране. Ему принадлежит почти 80 % всех активов банковского сектора страны, и он является государственным банком. У него имеются филиалы в более крупных городах и населённых пунктах каждой провинции Эритреи.
Жилищно-коммерческий банк Эритреи является вторым по величине действующим банком. Банк был основан в 1994 году для предоставления банковских услуг по жилым зданиям. Позднее, в 1996 году, банк расширил спектр оказываемых им услуг до всех коммерческих услуг. У него также есть филиалы по всей стране.
Третьим банком является Эритрейский банк инвестиций и развития. Первоначально банк был создан для предоставления сельскохозяйственных и коммерческих кредитов инвесторам. Эритрейский банк инвестиций и развития и Сельскохозяйственный и промышленный банк Эритреи также имеют филиалы в крупных городах провинций.